# Al-Afdal Shahanshah
Malik al-Afdal Schahanschah ibn Badr al-Dschamali (ca.1066 - 11 december 1121) ; arabisch الأفضل شاهنشاه بن بدر الجمالي, was regent van de Fatimiden van 1094 tot 1121.
Als zoon van Badr al-Dschamali nam al-Afdal als vizier van Egypte het regentschap van zijn vader over in 1094. In 1098 belegerde hij Jeruzalem, waaruit hij op 26 augustus de Seltsjoeken verdreef.
Onder zijn gezag hadden de Fatimiden te maken met de opkomst van de kruisvaarders, waarmee ze voortdurend in oorlog waren tussen 1099 (na de Slag bij Ascalon) en 1117. In 1121 werd al-Afdal vermoord in zijn residentie door al-Amir.